# Center (Texas)
Center è un comune degli Stati Uniti d'America, situato in Texas, nella contea di Shelby, della quale è anche il capoluogo.